# Нязепетровськ
Нязепетро́вськ — місто (з 1944 року) в Челябінської області Росії, адміністративний центр Нязепетровського району.
Населення — 12 061 осіб (2015).

## Географія
Місто розташоване в гирлі річки Нязя по обох берегах річок Уфа і Нязя, на північному заході Челябінської області, за 225 км (по автодорозі через село Тюбук) від Челябінська та за 180 км від Єкатеринбурга, через Полевськой. Розміщений на Середньому Уралі: східний схил Бардимського хребта - західні передгір'я Уфалейского хребта, за 8-10 км на південний схід гори Березова (Бардимський хребет).
Клімат помірно-континентальний, літо тепле, зима сувора, малосніжна. Середньомісячна температура липня становить +17 ° С, січня -15 ° С.

## Історія

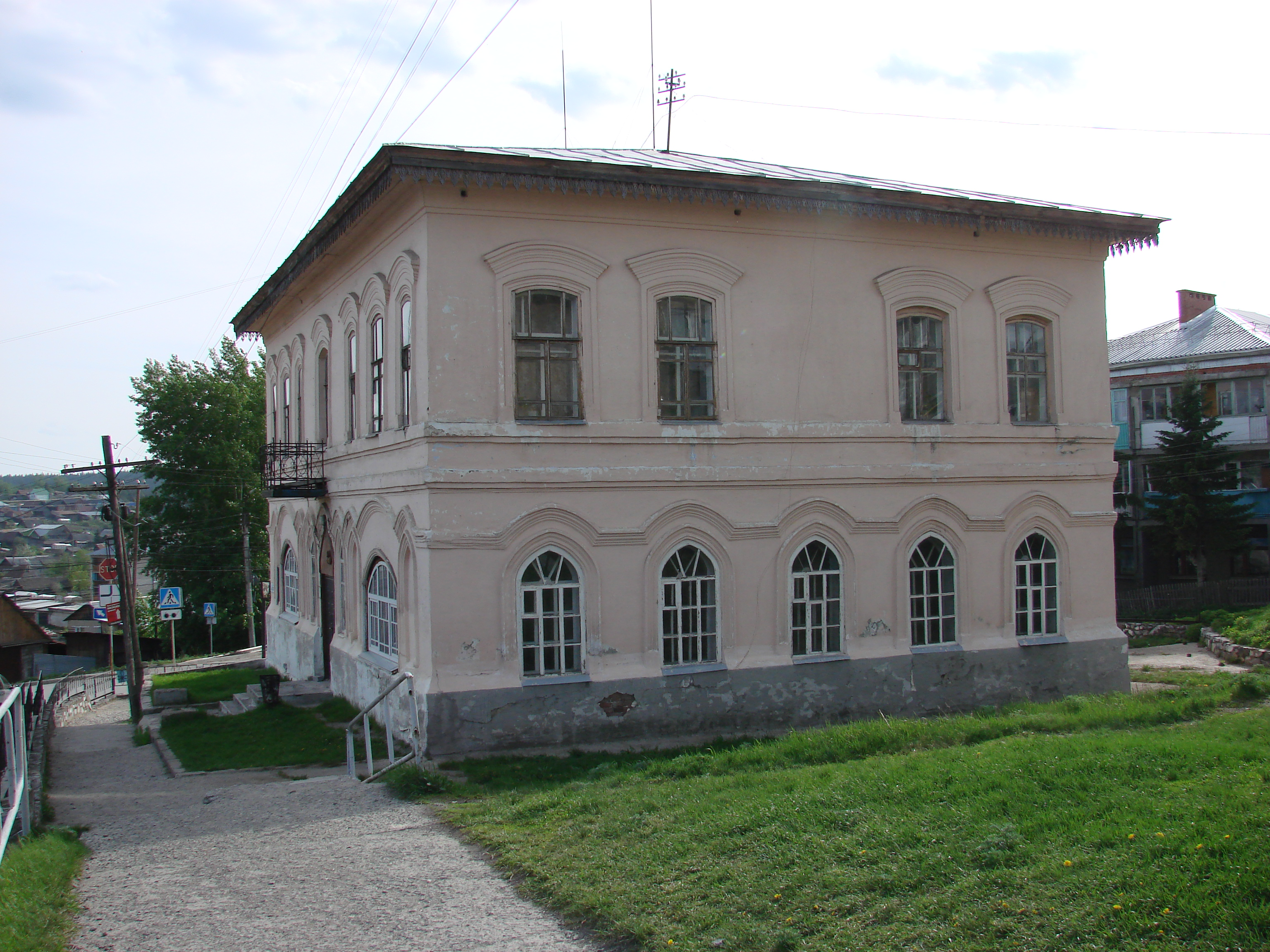
Будівля волосного правління. У даний час розташовується музей

Історія Нязепетровська починалася з будівництва в 1744 році нині найстарішого на території сучасної Челябінської області залізнодетального і чавуноливарного заводу балахонським купцем Петром Осокіним на річці Нязя (Наза), притоки річки Уфи, на землях, орендованих у башкир Айлінської, Кара-Табинської, Катайської волості.
Нязепетровський залізоробний завод є першим, разом з Каслинським заводом, підприємством чорної металургії на території нинішньої Челябінської області.

## Населення
| 1939    | 1959    | 1967    | 1970    | 1979    | 1989    | 1992    |
| ------- | ------- | ------- | ------- | ------- | ------- | ------- |
| 13 000  | ↗22 497 | ↘22 000 | ↘18 584 | ↘17 736 | ↘17 133 | ↘16 900 |
| 1996    | 1998    | 2000    | 2001    | 2002    | 2003    | 2005    |
| ↘15 500 | ↘15 100 | ↘14 500 | ↘14 100 | ↘13 405 | ↘13 400 | ↘13 000 |
| 2006    | 2007    | 2008    | 2009    | 2010    | 2011    | 2012    |
| →13 000 | →13 000 | →13 000 | ↗13 061 | ↘12 451 | ↘12 403 | ↘12 305 |
| 2013    | 2014    | 2015    | 2016    | 2017    |         |         |
| ↘12 153 | ↘12 067 | ↘12 061 | ↘11 901 | ↘11 752 |         |         |

## Економіка

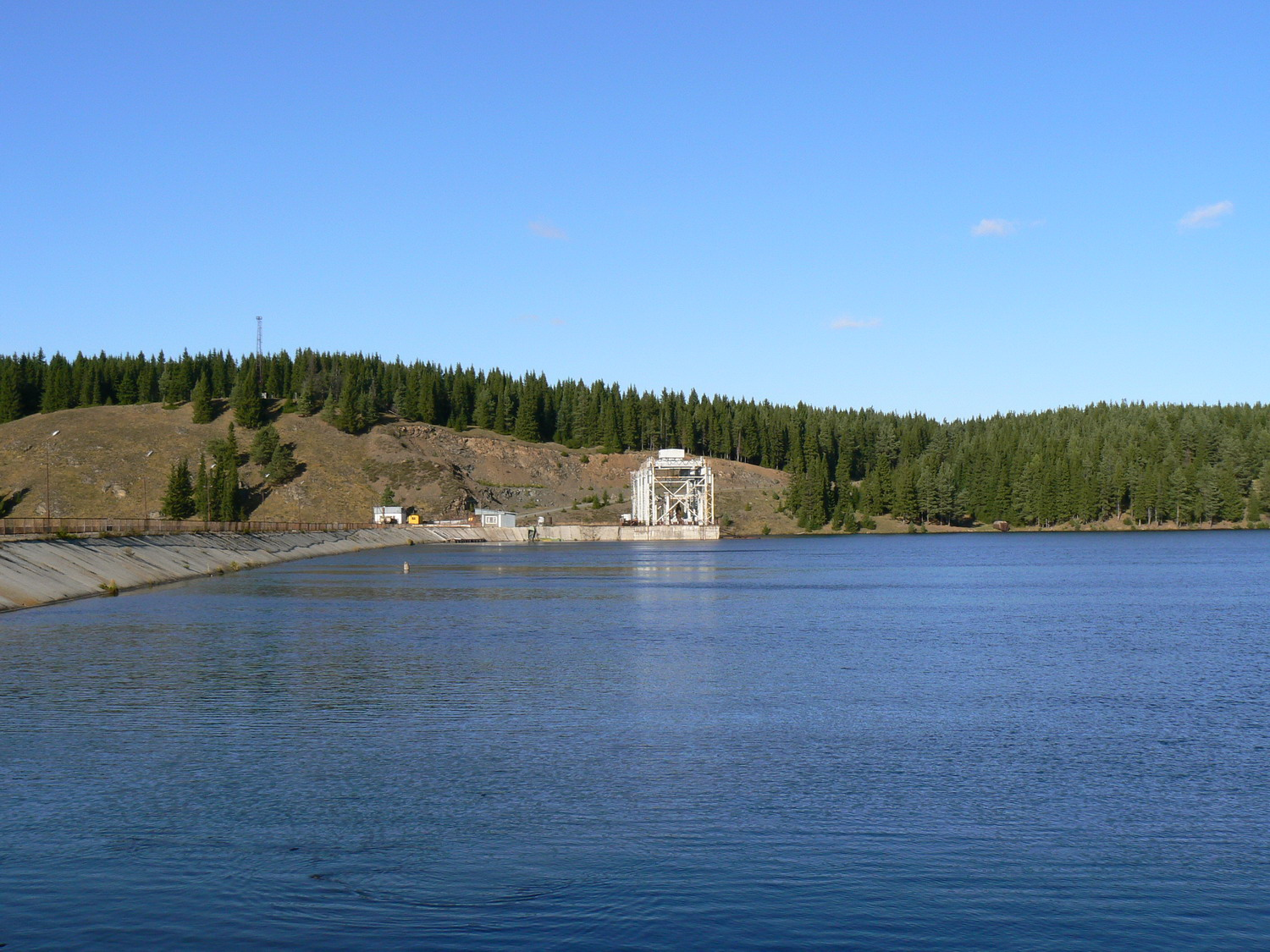
Нязепетровське водосховище на річці Уфа - джерело водопостачання м. Єкатеринбурга

Містоутворюючим підприємством є ТОВ «Ливарно-механічний завод», що випускає баштові крани  TDK-10.215, TDK-10.180, TDK-8.180, SMK-10.200, SMK-10.180 і SMK-5.66. Поблизу заводу розташований заводський ставок на річці Нязя.
У місті існує унікальне підприємство з перекачування питної води з Нязепетровського водосховища на річці Уфа в місто Єкатеринбург, з водозабором і декількома насосними підстанціями-СПЕСВТВ.
Діють також підприємства деревообробної промисловості. Незабаром, за запевненням чиновників, повинні були початися роботи з освоєння і розробки Суроямського залізорудного родовища та будівництва Суроямського гірничо-збагачувального комбінату, але у зв'язку зі складною економічною ситуацією цей проєкт відкладений на невизначений термін  . Підприємство мало бути побудовано на промисловому майданчику Ураїм, що знаходиться за декілька кілометрів від міста.

## Транспорт

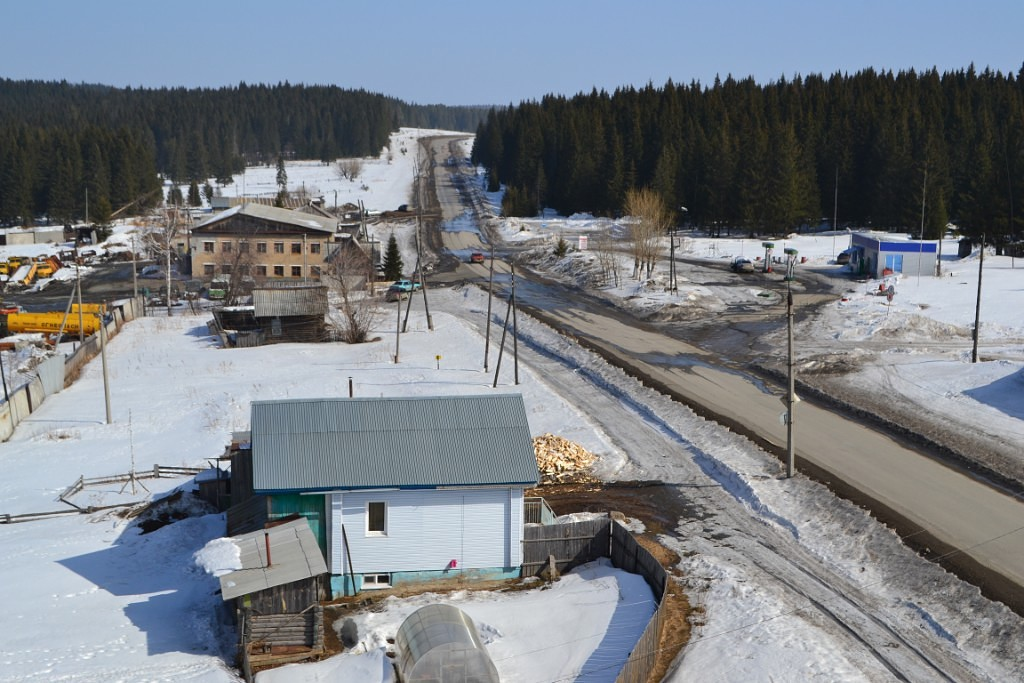
Автодорога Красноуфімськ-Касл. Виїзд з Нязепетровска в бік м. Верхній Уфалей

У місті розташована залізнична станція  «Нязепетровськ» напряму ст. Бердяуш (Південно-Уральська залізниця) - ст. Дружініно (Свердловська залізниця). Поїзд Бердяуш - Михайлівський завод скасований з 5 вересня 2012 року, Михайлівський завод - Дружиніно курсує по вихідних у літній час.
Через місто проходить автодорога 75К-011 (Красноуфімськ - Арти - Нязепетровськ - Верхній Уфалей - Каслі). Діє автовокзал. Автобуси ходять за трьома міжміськими напрямками: Нязепетровськ - Єкатеринбург (через Верхній Уфалей, Полевськой), Нязепетровськ - Челябінськ (через Верхній Уфалей, Каслф), Нязепетровск - Міас (через Верхній Уфалей, Каслі). Діють приміські маршрути. У місті, станом на 1.01.2015, налічується 7 міських автобусних маршрутів, причому у вихідні дні курсують тільки два (№ 11,22) - по маршруту «Площа - Зал. вокзал»